# NGC 3073
NGC 3073 este o galaxie lenticulară situată în constelația Ursa Mare. A fost descoperită în 1 aprilie 1790 de către William Herschel. Se află la o distanță de 34,04 de megaparseci de Pământ.